# Pirinio
Pirinio est une petite ville du Togo située dans la préfecture de Bassar, dans la région de la Kara

## Géographie
Pirinio est situé à environ 52 km de Bassar, chef lieu de la préfecture.

## Vie économique
- Réparation mécanique

## Lieux publics
- École primaire